# 자객 섭은낭
《자객 섭은낭》(刺客聶隱娘)은 타이완의 영화 감독인 허우샤오셴의 2015년 무협 영화이다. 2015년 칸 영화제 경쟁 부문에 진출하여 감독상을 수상하였다.

## 출연
- 서기 - 섭은낭
- 장첸
- 저우윈
- 츠마부키 사토시